# ماكس سيمونيشك
ماكس سيمونيشك (بالألمانية: Max Simonischek)‏ هو ممثل سويسري ونمساوي، ولد في 19 أكتوبر 1982 في ألمانيا.

## وصلات خارجية
- ماكس سيمونيشك على موقع IMDb (الإنجليزية)
- ماكس سيمونيشك على موقع مونزينجر (الألمانية)
- ماكس سيمونيشك على موقع ألو سيني (الفرنسية)
- ماكس سيمونيشك على موقع قاعدة بيانات الفيلم (الإنجليزية)
- ماكس سيمونيشك على موقع كينوبويسك (الروسية)